# Raión de Gubadli
Gubadli (en azerí: Qubadlı) es uno de los cincuenta y nueve rayones en los que subdivide políticamente la República de Azerbaiyán. La capital es la ciudad de Gubadli.

## Territorio y Población
Comprende una superficie de 826 kilómetros cuadrados, con una población de 31 300 personas y una densidad poblacional de 37,89 habitantes por kilómetro cuadrado.

## Economía
La actividad predominante es la agricultura. Hay producción de granos, vinos y tabaco, se practica la ganadería, además, se crían gusanos de seda. Hay lecherías, fábricas de tejidos y bodegas.

## Bajo control armenio
Esta región está completamente bajo el control de la República de Nagorno-Karabaj, lo llaman Kashunik, después de su captura durante la guerra de Nagorno-Karabaj.